# Kenocymbium deelemanae
Kenocymbium deelemanae là một loài nhện trong họ Linyphiidae.
Loài này thuộc chi Kenocymbium. Kenocymbium deelemanae được Alfred Frank Millidge & Anthony Russell-Smith miêu tả năm 1992.